# Roland lovag
Roland lovag (736-740 között  – Roncesvalles, 778. augusztus 5.), frank gróf, Nagy Károly császár rokona, a 12 paire egyike, Bretagne kormányzója.

## Élete
Marsirus király azt is üzente, hogy elmegy megkeresztelkedni. Nagy Károly elébe ment ötvenötezer katonájával. Jöttek a pogányok, és a keresztények húszezret megöltek közülük. Ugyanakkor a keresztények közül is elesett harmincezer, zsibbadt részegségükben és a paráználkodás miatt. Minden vitézt megöltek Roland és másik öt kivételével.

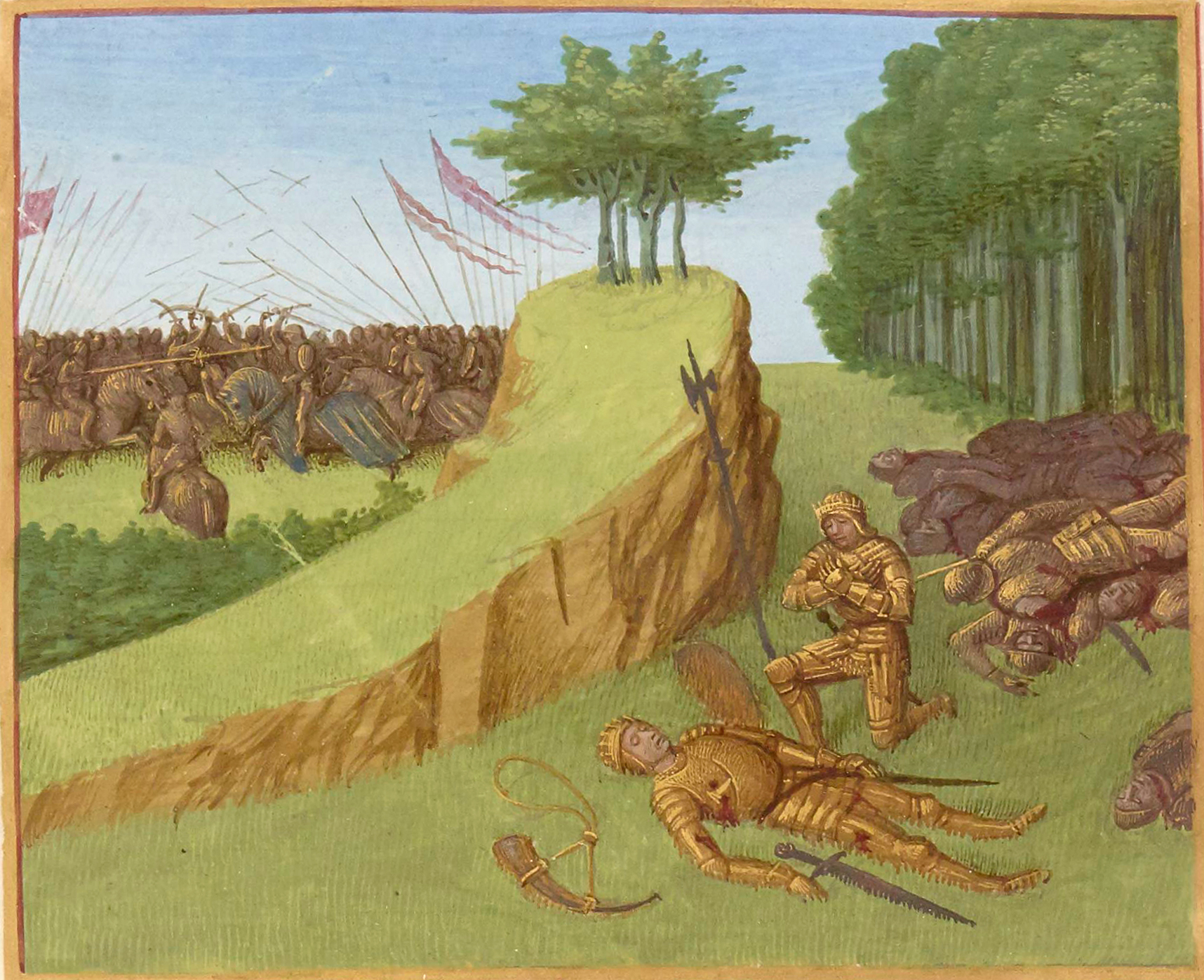
Roland lovag halála, középkori illusztráció

Akkor Roland a megmaradt öt harcossal megölte Marsirust, ő maga megmenekült, bár négy lándzsadöfés érte. Akkor egy márványkövet három csapással, felülről lefelé kettéhasított, mert amikor látta, hogy meg fog halni, össze akarta törni kardját, nehogy a pogányok megszerezzék. Oly erősen fújt kürtjébe, hogy az megrepedt, s torka szakadtából hívta társait. Mikor Nagy Károly meghallotta a kürtszót, indulni akart, de az áruló eltérítette szándékától, mondván, hogy Roland vadászaton van. Nagy Károly még nem tudott az övéi árulásáról és legyilkolásáról. A haldokló Rolandhoz eljött Theodericus, és tanúja volt bűnbánatának és imájának. Roland háromszor megérintette a testét, mondván: „Az én testemben látom meg az én megváltó Istenemet” (Jób 19,26). Ugyanígy megérintette szemét, mondván: „Kit én magam látok meg” stb. (uo. 27). És így szólt: „Emlékezz rám, Uram, a te tiszteletedért halok meg messzi földön, emlékezz társaimra, akiket hasonlóképpen éretted öltek meg.” Akkor keresztet vetve ezt mondta: „Most látni fogom, amit szem nem lát” stb. (Iz 64,4). És így lehelte ki lelkét e szent vértanú, Roland.
Életéről a fentieken túl csak annyi biztosat tudunk, hogy Nagy Károly császár hispániai hadjáratában a visszavonuláskor hősi halált halt, mint az utóvéd főparancsnoka, mikor a baszkok a Pireneusok egy szűk völgyében rájuk támadtak. A viszonylag közeli Blaye város Szent Roman templomában lett eltemetve.

## Hatása
A szentként tisztelt Roland hatása az európai kultúrára felmérhetetlen. Ebben nem annyira ő, mint inkább az játszott szerepet, hogy személyét használták fel példaképként a középkori világrend szellemi megerősítésére. (A keresztesek 1099. július 15-én, Roland napján foglalták el Jeruzsálemet.) Legendáját először az említett hispániai hadjáratban részt vevő Turpin, Reims érseke fogalmazta meg. Ezt felhasználva íródott a Legenda aureában olvasható története, a Nagy Károly császár című írásban. Itt már a szerző ideológiai szándéka szerint nem a baszkok szerepelnek támadókként, hanem a szaracén hódítók. Ez alapján született 1080 körül Turoldus tollából a Roland-ének. Szent Roland személyében a hitvalló mártíromsága egyesült az aktív küzdelemmel. A mű a román stílusú katedrálisok szimbolikus szerkesztőművészetének és ellenpontozó mívességének mintájára, annak szellemében íródott. Nem csupán a francia középkornak, hanem a Dante előtti egész európai irodalomnak legjelentősebb alkotása.
Roland az egységes Európa jelképe volt a Respublica Christiana idején. (A 19. század közepéig szinte minden német városházán ott állt szobra.) Rolandban testesült meg a középkori emberi ideál: a hűbérurát szeretettel szolgáló harcos lovag.

## Külső hivatkozások
Szent Roland Lovag
1. ↑  https://pantheon.world/profile/person/Roland. (Hozzáférés: 2017. október 9.)
2. ↑  https://www.britannica.com/topic/La-Chanson-de-Roland